# NRK2
NRK2 er en norsk tv-kanal og NRKs anden tv-kanal. Kanalen blev lanceret i 1995. 
Første gang NRK2 gør sig bemærket er 27. november 2009, en direkte udsendelse af togturen Bergen – Oslo der varer 7 timer og 16 minutter. 
Nu gør NRK2 det igen, 16-22 juni 2011, med en 134 timers lang direktudsendelse fra MS Nordnorge på ruten
Bergen – Kirkenes. Udsendelsen kan ses på internettet verden over.